# CA9
Le CA9 (« Carbonic anhydrase 9 ») est une protéine ayant fonction d'anhydrase carbonique. Son gène, CA9, est situé sur le chromosome 9 humain.

## En médecine
Il est exprimé dans les carcinomes à cellules claires du rein et constitue un marqueur de meilleur pronostic quand il est présent à un taux plus important.